# Maria Deland
Maria Rebecca Deland, tidigare Maria Rydberg, född 11 november 1778, död 15 april 1845, var en svensk skådespelare. Hon var anställd vid Munkbroteatern 1798–1799, vid Dramaten 1809–1829 och i flera resande teatersällskap.
 
Maria Deland var dotter till Nils Fredrik Rydberg, som var hovtrumpetare. Hon debuterade under sitt flicknamn på Stenborgs Teater i Stockholm 2 februari 1798 som Jenny i Redlighetens seger över förnuftet. Då teatern stängdes 1799 blev hon medlem i Johan Anton Lindqvists teater i Göteborg, vid Johan Peter Strömbergs sällskap under dennes försök att upprätta en stående teater i Nyköping 1800-02,och 1804–09 i Carl Stenborgs resande trupp.  I Göteborg omtalades hon som en av de tre främsta kvinnliga aktörerna jämsides med Eva Fundin och Charlotta Edberg.
Hon var sedan anställd vid Dramaten mellan 1809 och 1829, där hon debuterade i maj 1809 i komedin Den förställda enfaldigheten och dramat Natur och skyldighet. Hon var en uppskattad subrettaktris. Bland hennes främsta rolltolkningar nämns Karolina i Den okände sonen och Lisa Spitzenas i Kapten Puff.    
Hon var först gift med värdshusvärden Aron de Lemos i Malmö, som hon skilde sig från, och från 1811 med dansaren och skådespelaren Louis Deland, med vilken hon fick Josefina Deland.